# Bartlett Yancey

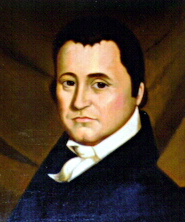
Bartlett Yancey

Bartlett Yancey (* 19. Februar 1785 bei Yanceyville, Caswell County, North Carolina; † 30. August 1828 ebenda) war ein US-amerikanischer Politiker. Zwischen 1813 und 1817 vertrat er den Bundesstaat North Carolina im US-Repräsentantenhaus.

## Werdegang
Bartlett Yancey war ein Cousin von John Kerr (1792–1842), der für den Staat Virginia im Kongress saß. Er besuchte eine Privatschule und danach die Hyco Academy im Caswell County. Zwischen 1804 und 1806 studierte Yancey an der University of North Carolina in Chapel Hill. Nach einem anschließenden Jurastudium und seiner 1807 erfolgten Zulassung als Rechtsanwalt begann er in seinem neuen Beruf zu arbeiten.
Politisch war Yancey Mitglied der Demokratisch-Republikanischen Partei. Bei den Kongresswahlen des Jahres 1812 wurde er im neunten Wahlbezirk von North Carolina in das US-Repräsentantenhaus in Washington, D.C. gewählt, wo er am 4. März 1813 die Nachfolge von James Cochran antrat. Nach einer Wiederwahl konnte er bis zum 3. März 1817 zwei Legislaturperioden im Kongress absolvieren. Während dieser Zeit endete der Britisch-Amerikanische Krieg. Während seiner Zeit als Abgeordneter war Yancey auch Vorsitzender des Committee on Claims.
Im Jahr 1816 verzichtete Bartlett Yancey auf eine weitere Kandidatur. Zwischen 1817 und 1827 war er Mitglied und Präsident des Senats von North Carolina. Er starb am 30. August 1828 nahe Yanceyville und wurde auf dem Familienfriedhof beigesetzt.